# Unité d'hébergement renforcé
Dans l'administration hospitalière française, une unité d'hébergement renforcé ou UHR est un lieu de vie situé dans un EHPAD pour les personnes âgées ayant une maladie neurodégénérative de type maladie d'Alzheimer ou maladie de Parkinson. Ces unités ont vu le jour entre 2008 et 2012 grâce au plan Alzheimer. Les UHR accompagnent les patients jour et nuit et peuvent accueillir en moyenne entre 12 et 14 personnes. Les personnes âgées ont pour vocation, lorsque cela est possible, de retourner dans leur lieu de vie, une fois les troubles comportementaux atténués.  
L'UHR est un hébergement de soin provisoire où sont proposées des activités thérapeutiques collectives ou individuelles pour les patients.  
L'équipe soignante est formée d'un médecin gériatre, d'infirmières, d'assistantes en soins de gérontologies ou aides-soignantes, de psychomotriciens et d'un psychologue.   
En décembre 2013, entre 81 et 94 unités ont été recensées. 